# Nikenike Vurobaravu

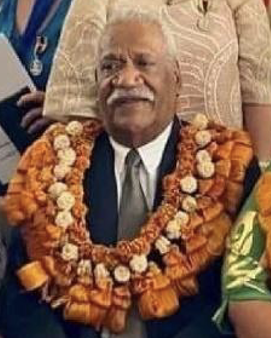
Nikenike Vurobaravu (2022)

Nikenike Vurobaravu (* 3. Dezember 1951 auf den Neuen Hebriden) ist ein vanuatuischer Diplomat und Politiker, der seit dem 23. Juli 2022 Präsident von Vanuatu ist. Er ist Mitglied der Partei Vanua’aku Pati (VP).

## Leben
Vurobaravu erwarb 1977 einen Bachelor of Arts an der University of the South Pacific (USP) in Fidschi. Er erwarb 1993 außerdem einen Master of Arts in diplomatischen Studien an der University of Westminster im Vereinigten Königreich. Während seines Studiums an der University of Westminister spezialisierte er sich auf Entwicklungszusammenarbeit, außenpolitische Analysen und das Management diplomatischer Missionen.
Er arbeitet als Koordinator für das Vanuatu Comprehensive Reform Program bei der Asian Development Bank und war von 2008 bis 2010 Berater des Premierministers von Vanuatu. Im Februar 2014 wurde Vurobaravu zum Hochkommissar von Vanuatu auf den Fidschi-Inseln ernannt. Nach seiner Rückbeorderung wurde er im Oktober 2017 von Präsident Tallis Obed Moses erneut zum Hochkommissar auf Fidschi ernannt.
Im achten Wahlgang der Präsidentschaftswahlen in Vanuatu 2022 wählte das Parlament Vurobaravu mit 47 von 58 Stimmen zum neuen Präsidenten des Landes. In den vorangegangenen sieben Wahlgängen hatte kein Kandidat die Mehrheit der Stimmen erhalten. Vurobaravu verhandelte jedoch mit neun Mitgliedern der Koalitionspartei des ehemaligen Premierministers Charlot Salwai, die sich bereit erklärten, ihn zu unterstützen, und so konnte Vurobaravu das Präsidentenamt erlangen.
Im August 2022 löste Vurobaravu im Rahmen einer politischen Krise das Parlament auf und kündigte Neuwahlen an.